# Nuno Assis
Nuno Assis Lopes de Almeida (* 25. November 1977 in Lousã) ist ein portugiesischer ehemaliger Fußballspieler.

## Karriere
Der offensive Mittelfeldspieler begann seine Karriere in der Jugendabteilung des SC Lourinhanense. 1999 verpflichtete ihn der FC Alverca; nur ein Jahr später wechselte er zu Gil Vicente FC. 2001 ging Assis zu Vitória Guimarães, wo er bis Januar 2005 spielte. Benfica Lissabon wurde auf den mittlerweile 27-Jährigen aufmerksam und holte ihn noch während der Saison in die Hauptstadt. Mit Benfica spielte Assis in der Saison 2005/06 in der UEFA Champions League. Zur Saison 2008/2009 kehrte Assis zu Vitória Guimarães zurück und  unterschrieb dort ein Vertrag mit der Laufzeit von drei Jahren. Ende Juni 2010 wurde der Wechsel an den Al Ittihad in Saudi-Arabien bekannt gegeben, damit war er zum ersten Mal in seiner Vereinsgeschichte auch in einem Verein außerhalb Portugals. Bereits im Jahr darauf wechselte er wieder zurück nach Portugal zu Vitória Guimarães. Doch auch dort hielt es ihn nicht lange, für die Folgesaison unterschrieb er bei Omonia Nikosia. Gleich im ersten Jahr gewann er mit dem Verein den zyprischer Supercup.
Sein erster Einsatz in der portugiesischen Nationalelf war eine Einwechslung in einem Freundschaftsspiel gegen Schottland im November 2002. Nach mehr als sechs Jahren Pause wurde er 2009 erneut in die Mannschaft berufen und spielte in der WM-Qualifikation gegen Malta.
Am 3. Dezember 2005 musste sich Assis nach einem Meisterschaftsspiel einer Dopingkontrolle unterziehen; A- und B-Probe fielen positiv aus. In Assis' Probe wurde Norandrosteron gefunden, das auf der Verbotsliste von FIFA und UEFA steht. Assis wurde Anfang Februar 2006 zunächst vom portugiesischen Fußballverband und ab dem 17. Februar 2006 auch von der UEFA für alle Wettbewerbe bis August 2006 gesperrt. Assis beteuert, er sei unschuldig und habe keine verbotenen Substanzen eingenommen. Der Vereinsarzt von Benfica wollte darlegen, dass sich das Norandrosteron auf natürliche Weise gebildet habe. Die WADA legte gegen die kurze Sperre Einspruch beim Internationalen Sportgerichtshof ein, der im Januar 2007 die Sperre auf ein Jahr erhöhte, so dass Assis bis zum 26. Juli 2007 für weitere sechs Monate nicht spielberechtigt war.